# Honinbo Dosaku
Honinbo Dosaku (本因坊道策, 1645-1702) foi um jogador profissional de Go.

## Biografia
Dosaku foi um dos maiores jogadores da história do Go. Ele nasceu na província de Iwami – Japão e estudou na escola de Go Honinbo, tornando-se Meijin desde muito pouca idade.
Dosaku foi o quarto Honinbo, quarto Meijin e o santo do Go (Kisei). Ele começou a aprender Go aos 7 anos. Dosaku era tão forte no momento em que ele estava com seus 20 anos que, mesmo alguém jogando o primeiro lance, ele iria vencer sempre. Os rumores eram de que ele era duas pedras mais forte do que qualquer outro jogador de Go. Isso ocorreu devido à sua profunda reflexão e nível de táticas. Jogadores de hoje podem agradecer-lhe por fundar o que é utilizada hoje como moderna abertura estratégia.

## Tornando-se Meijin pela Fiat
Após um curto período de tempo após receber o chefe da Escola Honinbo, foi-lhe dado o posto de Meijin em reconhecimento a sua incomparável força. No entanto, esta controversa nomeação (que privou Yasui Sanchi de sua posição oficial), foi tratada pelo jisha bugyo convocando uma reunião com todas as partes envolvidas, incluindo a shogidokoro Ohashi Sokei. Sanchi não compareceu, e a mudança de Meijin-godokoro não foi acordada. O motivo para esta decisão foi a partida de 20 jogos entre Honinbo Doetsu e Sanchi.

## Jogos
Até seus 32 anos, ele já era chefe da Escola Honinbo e se encontrava no topo da hierarquia oficial. Tem sido especulado que o verdadeiro nível da sua força jogando nunca foi realmente testado, dada a distância entre ele e seus rivais mais próximos. A prova das suas contribuições é do legado dos jogos, conhecidos por nós pelo registro kifu.
Dois de seus famosos jogos são a derrota em 1683 por um ponto no jogo das duas-pedras (a sua "obra-prima em vida") e em 1670 nos jogos do castelo, quando seu oponente iniciou o jogo no tengen, o ponto central, onde conseguiu uma vitória. Estes dois foram contra os membros da casa Yasui. Mais de 150 jogos seus são conhecidos.

## Teórico
Dosaku também é lembrado por suas contribuições à teoria do Go. Ele tirou vantagem de mais na concentração, também conhecida como korigatachi, fazendo que, doravante, evitava um dos principais erros teóricos que os jogadores cometiam. A Analise Tewari, foi uma sistemática e bastante complicada ferramenta de análise da eficiência das seqüências, é também atribuída a ele, como é a estratégia de amashi.
Ao jogar com Peichin Hamahika das Ilhas Ryukyu, em 1682, ele deu uma demonstração prática de suas teorias, vencendo facilmente quando dado quatro pedras de desvantagem. Este jogo é uma demonstração freqüentemente citada. (O primeiro jogo que ele ganhou por 14 pontos, o segundo jogo no mesmo dia também foi gravado e ele perdeu por uma pequena margem, o que pode naturalmente dizer que ele não tinha nada a provar e estava sendo diplomático.)
No domínio da joseki, ele inovou com os três pontos baixos, um jogo mais estratégico do que os dois pontos baixos favorecia, em especial, pelos jogadores da Casa Yasui.

## Alunos
Ele ensinou Doteki Ogawa, Sayama Sakugen, Hoshiai Hasseki, Kumagaya Honseki, e Kuwabara Dosetsu. Todos morreram jovens, em seus primeiros vinte anos, e a Escolaos Honinbo enfrentou um período de reconstrução. A Escola Dosetsu Inoue tornou-se a principal.